# Velika Peratovica
Velika Peratovica – wieś w Chorwacji, w żupanii bielowarsko-bilogorskiej, w mieście Grubišno Polje. W 2011 roku liczyła 26 mieszkańców.